# Canton du Mans-7
Le canton du Mans-7 est une circonscription électorale française du département de la Sarthe.

## Histoire
Un nouveau découpage territorial de la Sarthe entre en vigueur à l'occasion des premières élections départementales suivant le décret du 24 février 2014. Les conseillers départementaux sont, à compter de ces élections, élus au scrutin majoritaire binominal mixte. Les électeurs de chaque canton élisent au Conseil départemental, nouvelle appellation du Conseil général, deux membres de sexe différent, qui se présentent en binôme de candidats. Les conseillers départementaux sont élus pour 6 ans au scrutin binominal majoritaire à deux tours, l'accès au second tour nécessitant 12,5 % des inscrits au 1er tour. En outre la totalité des conseillers départementaux est renouvelée. Ce nouveau mode de scrutin nécessite un redécoupage des cantons dont le nombre est divisé par deux avec arrondi à l'unité impaire supérieure si ce nombre n'est pas entier impair, assorti de conditions de seuils minimaux. Dans la Sarthe, le nombre de cantons passe ainsi de 40 à 21.
Le canton de Le Mans-7 est formé de communes des anciens cantons d'Allonnes (5 communes) et du Mans-Nord-Ouest (1 commune) et d'une fraction de la commune du Mans. Il est entièrement inclus dans l'arrondissement du Mans. Le bureau centralisateur est situé au Mans.
Par le décret du 19 février 2019, une partie de territoire de la commune du Mans est rattachée à la commune d'Allonnes.

## Représentation
| Période élective | Période élective | Mandat | Mandat   | Identité        | Nuance | Nuance | Qualité |
| ---------------- | ---------------- | ------ | -------- | --------------- | ------ | ------ | --- |
| 2015             | 2016             | 2015   | 2016     | Paul Létard     |        | PS     | Employé de banque, conseiller municipal d'Allonnes                                                                    |
| 2015             | 2016             | 2015   | 2016     | Sylvie Tolmont  |        | PS     | Responsable communication, députée de la 4e circonscription de la Sarthe (2012-2017)                                  |
| 2016             | 2021             | 2016   | 2021     | Gilles Leproust |        | PCF    | Fonctionnaire territorial, maire d'Allonnes (depuis 2008), ancien conseiller général du canton d'Allonnes (2011-2015) |
| 2016             | 2021             | 2016   | 2021     | Elen Debost     |        | ECO    | Conseillère en image, adjointe au maire du Mans (2014-2020)                                                           |
| 2021             | 2028             | 2021   | en cours | Elen Debost     |        | ECO    | Conseillère sortante                                                                                                  |
| 2021             | 2028             | 2021   | en cours | Gilles Leproust |        | PCF    | Conseiller sortant |

### Résultats détaillés

#### Élections de mars 2015
À l'issue du 1er tour des élections départementales de 2015, deux binômes sont en ballottage : Guy Favennec et Patricia Polisset (Union de la Droite, 25,46 %) et Paul Létard et Sylvie Tolmont (PS, 25,02 %), devançant les candidats FN de 2 voix (25,00 %) et EELV-FG de 39 voix (24,53 %). Le taux de participation est de 46,72 % (8 330 votants sur 17 830 inscrits) contre 49,74 % au niveau départemental et 50,17 % au niveau national. 
Au second tour, Paul Létard et Sylvie Tolmont (PS) sont élus avec 52,64 % des suffrages exprimés et un taux de participation de 45,31 % (3 743 voix pour 8 080 votants et 17 831 inscrits).
À la suite d'un recours présenté par les candidats du Front national, le tribunal administratif de Nantes a annulé l'élection en octobre 2015.
Lors de l'élection partielle, les quatre mêmes binômes se représentent aux électeurs. Au soir du premier tour c'est cette fois-ci l'alliance de Gilles Leproust (maire PCF d'Allonnes) et Elen Debost (adjointe EELV au maire du Mans) — soutenue par le Front de gauche, Nouvelle Donne et le Parti pirate — qui arrive en tête, suivie par le binôme sortant du PS, qui se maintient au second tour. Le 12 juin, le binôme arrivé en tête au premier tour l'emporte de 17 voix.
Gilles Leproust et Elen Debost forment le groupe « Alternative » au conseil départemental.
Elen Debost a quitté EELV en mai 2020.

#### Élections de juin 2021
Le premier tour des élections départementales de 2021 est marqué par un très faible taux de participation (33,26 % au niveau national). Dans le canton du Mans-7, ce taux de participation est de 28,15 % (4 910 votants sur 17 441 inscrits) contre 29,78 % au niveau départemental. À l'issue de ce premier tour, deux binômes sont en ballottage : Elen Debost et Gilles Leproust (Union à gauche avec des écologistes, 41,65 %) et Pierre-Adrien Frere et Séverine Lanau (Union au centre et à droite, 28,43 %).
Le second tour des élections est marqué une nouvelle fois par une abstention massive équivalente au premier tour. Les taux de participation sont de 34,36 % au niveau national, 30,67 % dans le département et 29,71 % dans le canton du Mans-7. Elen Debost et Gilles Leproust (Union à gauche avec des écologistes) sont élus avec 59,1 % des suffrages exprimés (2 821 voix pour 5 184 votants et 17 448 inscrits),,.

## Composition
| Nom                             | Code Insee | Intercommunalité     | Superficie (km2) | Population (dernière pop. légale)                | Densité (hab./km2) | Modifier                                    |
| ------------------------------- | ---------- | -------------------- | ---------------- | ------------------------------------------------ | ------------------ | ------------------------------------------- |
| Le Mans (bureau centralisateur) | 72181      | CU Le Mans Métropole | 52,81            | Fraction : 8 872 (2022) Commune : 145 182 (2022) | 2 749              | modifier les données · modifier les données |
| Allonnes                        | 72003      | CU Le Mans Métropole | 18,07            | 10 740 (2022)                                    | 594                | modifier les données · modifier les données |
| Chaufour-Notre-Dame             | 72073      | CU Le Mans Métropole | 11,19            | 1 164 (2022)                                     | 104                | modifier les données · modifier les données |
| Fay                             | 72130      | CU Le Mans Métropole | 9,48             | 736 (2022)                                       | 78                 | modifier les données · modifier les données |
| Pruillé-le-Chétif               | 72247      | CU Le Mans Métropole | 10,30            | 1 333 (2022)                                     | 129                | modifier les données · modifier les données |
| Saint-Georges-du-Bois           | 72280      | CU Le Mans Métropole | 7,23             | 2 228 (2022)                                     | 308                | modifier les données · modifier les données |
| Trangé                          | 72360      | CU Le Mans Métropole | 11,11            | 1 639 (2022)                                     | 148                | modifier les données · modifier les données |
| Canton du Mans-7                | 7216       |                      |                  | 26 712 (2022)                                    |                    | modifier les données                        |

Le canton du Mans-7 comprend :
1. six communes entières,
2. la partie de la commune du Mans non incluse dans les cantons du Mans-1, du Mans-2, du Mans-3, du Mans-4, du Mans-5 et du Mans-6. Il est ainsi bordé par les cantons du Mans-1, du Mans-3, du Mans-5 et du Mans-6, et est donc délimité au nord par le cours de la Sarthe de la limite territoriale de la commune d'Allones jusqu'au pont des Tabacs, puis par les axes de voies suivants : boulevard Robert-Jarry, boulevard Émile-Zola ; à l'est par l'avenue Jean-Jaurès, la rue Alfred-de-Musset, la rue du Ponceau, la ligne de chemin de fer, le pont de la Foucaudière, le boulevard Pierre-Brossolette, la rue Denis-Papin, le boulevard Jean-Jacques-Rousseau, l'avenue de Bretagne, la ligne de chemin de fer du Mans à Tours, jusqu'à la limite territoriale de la commune d'Arnage.

## Démographie
En 2022, le canton comptait 26 712 habitants, en évolution de +1,17 % par rapport à 2016 (Sarthe : −0,25 %, France hors Mayotte : +2,11 %).
| 2013   | 2018   | 2022   |
| ------ | ------ | ------ |
| 25 771 | 26 645 | 26 712 |